# Stollnberg
Stollnberg ist eine Ortschaft in der Gemeinde Ulrichsberg im Bezirk Rohrbach in Oberösterreich.

## Geographie
Das Dorf Stollnberg befindet sich östlich des Gemeindehauptorts Ulrichsberg. Die Ortschaft umfasst einschließlich der Weiler Obernhof und Sonnleiten sowie der Föhretkapelle und des Kagererhauses 42 Adressen (Stand: 1. April 2020). Sie liegt im Einzugsgebiet der Großen Mühl. Stollnberg ist Teil der 22.302 Hektar großen Important Bird Area Böhmerwald und Mühltal.

## Geschichte
Das Gebiet von Stollnberg kam im Jahr 1264 durch eine Schenkung in den Besitz des Stifts Schlägl. Die Siedlung selbst entstand erst in späterer Zeit.

## Kultur und Sehenswürdigkeiten

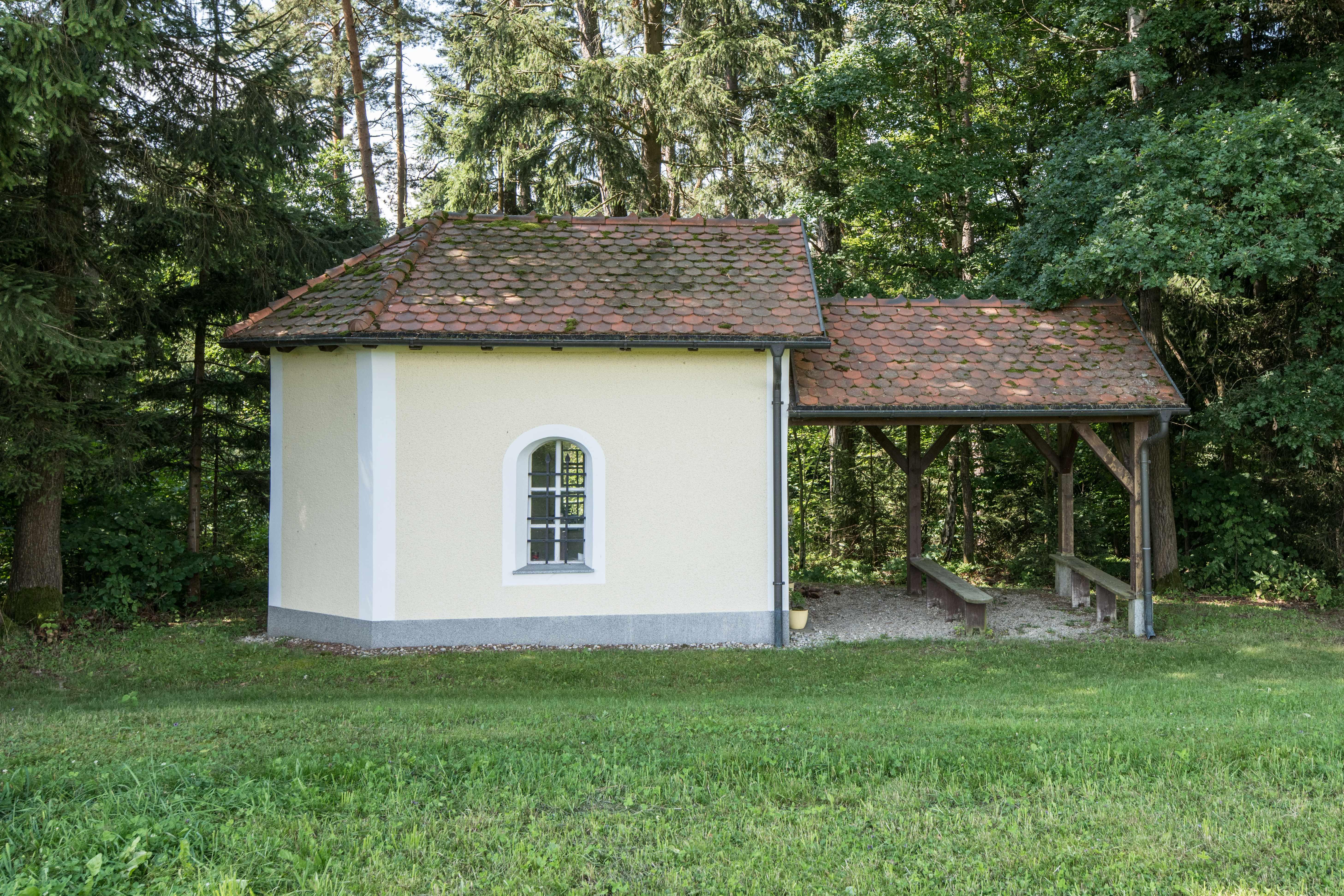
Föhretkapelle bei Stollnberg

Die außerhalb des Dorfs gelegene Föhretkapelle wurde um 1860 von drei Frauen aus Aigen im Mühlkreis gestiftet, um vor Viehseuchen bewahrt zu werden. Ursprünglich aus Holz, wurde sie 1904 neu aus Stein erbaut und dabei um 90 Grad gedreht. Um 1910 erhielt sie einen Holzvorbau mit Bänken. Die Kapelle war früher ein beliebtes Wallfahrtsziel und beherbergt zahlreiche Votivgaben.